# Ectonocryptops kraepelini
Ectonocryptops kraepelini är en mångfotingart som beskrevs av Crabill 1977. Ectonocryptops kraepelini ingår i släktet Ectonocryptops och familjen Scolopocryptopidae. Inga underarter finns listade i Catalogue of Life.